# Zingiber meghalayense
Zingiber meghalayense là một loài thực vật có hoa trong họ Gừng. Loài này được Sushil Kumar Singh, Ramesh Kumar và John Donald Mood miêu tả khoa học đầu tiên năm 2013.

## Mẫu định danh
Mẫu định danh: R. Kumar 104078; thu thập ngày 26 tháng 3 năm 2011, ở cao độ ~800 m, Khu Dự trữ Sinh quyển Nokrek, Garo Hills, bang Meghalaya, Ấn Độ. Mẫu holotype lưu giữ tại Trung tâm khu vực miền Đông của Cục Khảo sát Thực vật Ấn Độ ở Shillong, Meghalaya (ASSAM), mẫu isotype lưu giữ tại Cục Khảo sát Thực vật Ấn Độ ở Howrah, Tây Bengal (CAL).

## Từ nguyên
Tính từ định danh meghalayense lấy theo tên bang nơi thu mẫu định danh là Meghalaya.

## Phân bố
Loài bản địa đông bắc Ấn Độ, được tìm thấy ở bang Meghalaya.

## Mô tả
Cây thảo lá sớm rụng, cao 2−2,5 m. Thân rễ ngầm gần bề mặt đất, nhỏ, ruột màu vàng kem, nhiều rễ, mọng, không củ. Thân thẳng đứng, mập, bẹ ở gốc màu xanh lục. Lá 20 hoặc nhiều hơn trên một mặt phẳng (hai dãy), cuống lá ~5 mm, nhẵn nhụi, lưỡi bẹ ~5 mm, 2 thùy, đỉnh thuôn tròn, có lông nhung, như da, màu xanh lục, mép như thủy tinh; phiến lá 40−45 × 7−7,5 cm, thuôn dài-hình mác, đáy thon nhỏ dần, đỉnh nhọn thon, nhẵn nhụi. Cụm hoa mọc từ thân rễ, phủ phục, vài cụm mỗi cây, hình đầu tới nửa hình cầu, cuống cụm hoa 7−9 cm, bẹ 2,5−3 × 1 cm, hình trứng ngược, màu ánh đỏ, nhẵn nhụi; cành hoa bông thóc hình trứng hoặc gần hình cầu, 4−7 × 3−4 cm; lá bắc xếp lợp lỏng lẻo, cuốn trong, mỏng, nhiều, 3−4 × 0,5 cm, thẳng, đỉnh thuôn tròn, màu đỏ, lá bắc con 2 × 0,6 cm, hình mác, màu ánh đỏ, nhẵn nhụi. Hoa nhiều, dài 7−8 cm, đài hoa 1−1,2 cm, hình ống, 3 răng ngắn, chẻ một bên, màu trắng ánh hồng, nhẵn nhụi; ống tràng hoa thanh mảnh, dài 4−5 cm, màu kem ánh hồng, nhẵn nhụi, các thùy tràng hoa gần bằng nhau, thùy tràng lưng dài 3,0−3,2 cm.